# Intermediazione illecita e sfruttamento del lavoro
L'intermediazione illecita e sfruttamento del lavoro è un reato previsto dal codice penale italiano, introdotto nel 2011 durante il governo Berlusconi IV. 

## Storia
In precedenza, la legislazione italiana aveva stabilito già con la legge 23 ottobre 1960 n. 1369 il divieto dell'intermediazione di manodopera, ma la sanzione era solo di tipo amministrativo e non veniva configurata un'autonoma figura delittuosa. Successivamente la legge 24 giugno 1997, n. 196, poi abrogata assieme alla norma del 1960 dal d.lgs 10 settembre 2003, n. 276, introdusse le agenzie per il lavoro interinale.
La fattispecie di reato venne infine introdott dall'art. 12 del D.L. 13 agosto 2011, n. 138 convertito con modificazioni dalla legge 14 settembre 2011, n. 148,  per contrastare soprattutto il fenomeno del "caporalato" nell'ambito del lavoro agricolo; ulteriori innovazioni sono state poi apportate dalla legge 29 ottobre 2016, n. 199.

## Le sanzioni
In base alle innovazioni della legge 199/2016 si puniscono i comportamenti e le attività di chi:
- recluti manodopera allo scopo di destinarla al lavoro presso terzi in condizioni di sfruttamento, approfittando dello stato di bisogno dei lavoratori;
- utilizzi, assume o impiega manodopera, anche mediante l'attività di intermediazione di cui al punto precedente, sottoponendo i lavoratori a condizioni di sfruttamento ed approfittando del loro stato di bisogno.

La norma introduce anche degli "indici di sfruttamento" alla sussistenza di una o più delle condizioni, definite dalla norma stessa.

## Pene previste
Le pene previste per dalla normativa del 2011 erano sono la reclusione da cinque a otto anni e una multa da 1.000 a 2.000 € per ogni lavoratore coinvolto. La legge del 2019 ha modificato le sanzioni ridefinendo la multa da 500 a 1.000 euro per ciascun lavoratore reclutato, e la cornice edittale della pena della reclusione da uno a sei anni.